# Coconut Girl (projeto)
Coconut Girl foi um projeto de bubblegum dance/eurodance finlandês formado por volta de 1998, e que era composto por Paula Hagert (Coconut Girl) e duas dançarinas, Laura e Teresa. Seus principais hits notáveis são "Call 911" e "Fly Away" do álbum Fly Away, lançado em 1999. O projeto Coconut Girl está entorno de uma polêmica, principalmente devido ao golpe publicitário em torno de sua origem. Como resultado, Coconut Girl ainda é um tópico sensível para muitas pessoas envolvidas no projeto até hoje.

## História
Paula Hagert tinha 18 anos quando conheceu o produtor e compositor James Black na Helsinki Street, Estocolmo, Suécia. Os produtores já haviam trabalhado com  Dr. Alban e Jennifer Brown, e Paula logo conseguiu uma audição. A ideia de 'Coconut Girl' foi a de James Black, como ele sugeriu que Hagert parecia como uma havaiana. Ele a apresentou a Niko Nordstrom, BMG Finland e, impressionada com o que ouviram, ela foi oficialmente contratada. Ela então foi apresentada aos produtores TWINS, que produziram algumas faixas do álbum. Misteriosamente, o nome de
James Black não aparece no álbum.
Paula foi nomeada "Coconut Girl" e uma história fictícia foi desenvolvida ao seu redor. A "Coconut Girl" nasceu há 19 anos no Havaí, como resultado de um romance de férias entre uma enfermeira finlandesa e um DJ havaiano. As fotos promocionais foram tiradas em um Jardim Botânico. Para se encaixar no papel, Paula também aprendeu espanhol. Ela foi entrevistada em várias estações de rádio finlandesas, onde contou sua história como a Coconut Girl e, consequentemente, a coconut girl ganhou bastante publicidade e popularidade na Finlândia.

## Escândalo
O estúdio que promoveu Coconut Girl levou o público a pensar que Paula realmente era uma Coconut Girl autêntica, e que a história fictícia sobre ela ser a filha do amor de uma enfermeira finlandesa em férias e DJ havaiano era realmente verdadeira. O público divulgou as informações com entusiasmo, e a história de Coconut Girl foi apresentada em várias revistas e estações de rádio em todo o país. No entanto, logo os tabloides começaram a pressionar que Coconut Girl deveria ir ao Havaí para conhecer seu pai, e até ofereceu seus ingressos para a viagem. Pekka Nieminen, chefe da promoção, conseguiu adiar a oferta alegando que a “Coconut Girl” estava ocupada. Ao mesmo tempo, os verdadeiros parentes de Paula começaram a entrar em contato com a imprensa, descobrindo a verdadeira identidade da Coconut Girl e o truque da publicidade da gravadora. A revelação levou a um escândalo.

## Discografia

### Álbuns
- 1999: Fly Away

### Singles
- "Fantasy" (1999)
- "Call 911" (1999)
- "Fly Away" (1999)[1]

## Ligações Externas
- "Discografia de Cocunut Girl" no Discogs